# Joseph Lippl
Joseph Lippl (* 25. Mai 1876 in Schöfweg; † 16. November 1935 in Regensburg) war ein deutscher Alttestamentler und Hochschullehrer an der Philosophisch-theologischen Hochschule Regensburg.
Lippl wurde 1900 in Passau zum katholischen Priester geweiht. Anschließend studierte er in München weiter bis zum Dr. theol. im Dezember 1901. Nach verschiedenen Stellen im Gemeindedienst ging er 1903 an das Klerikalseminar in Passau. Im April 1914 wurde er als Professor für Exegese des AT, Biblische Hermeneutik und Hebräische Sprache nach Regensburg berufen. Im November 1933 unterzeichnete er das Bekenntnis der deutschen Professoren zu Adolf Hitler.

## Schriften
- Das Buch des Propheten Sophonias, Freiburg i. B. 1910
- Mithrsg.: Des heiligen Athanasius Alexandrinus ausgewählte Schriften, Kösel, Kempten 1913
- Der Islam nach Entstehung, Entwicklung und Lehre, Kösel und Pustet, Kempten 1921
- Die zwölf kleinen Propheten, 2. Bde., Hanstein, Bonn 1937/38